# Darváz

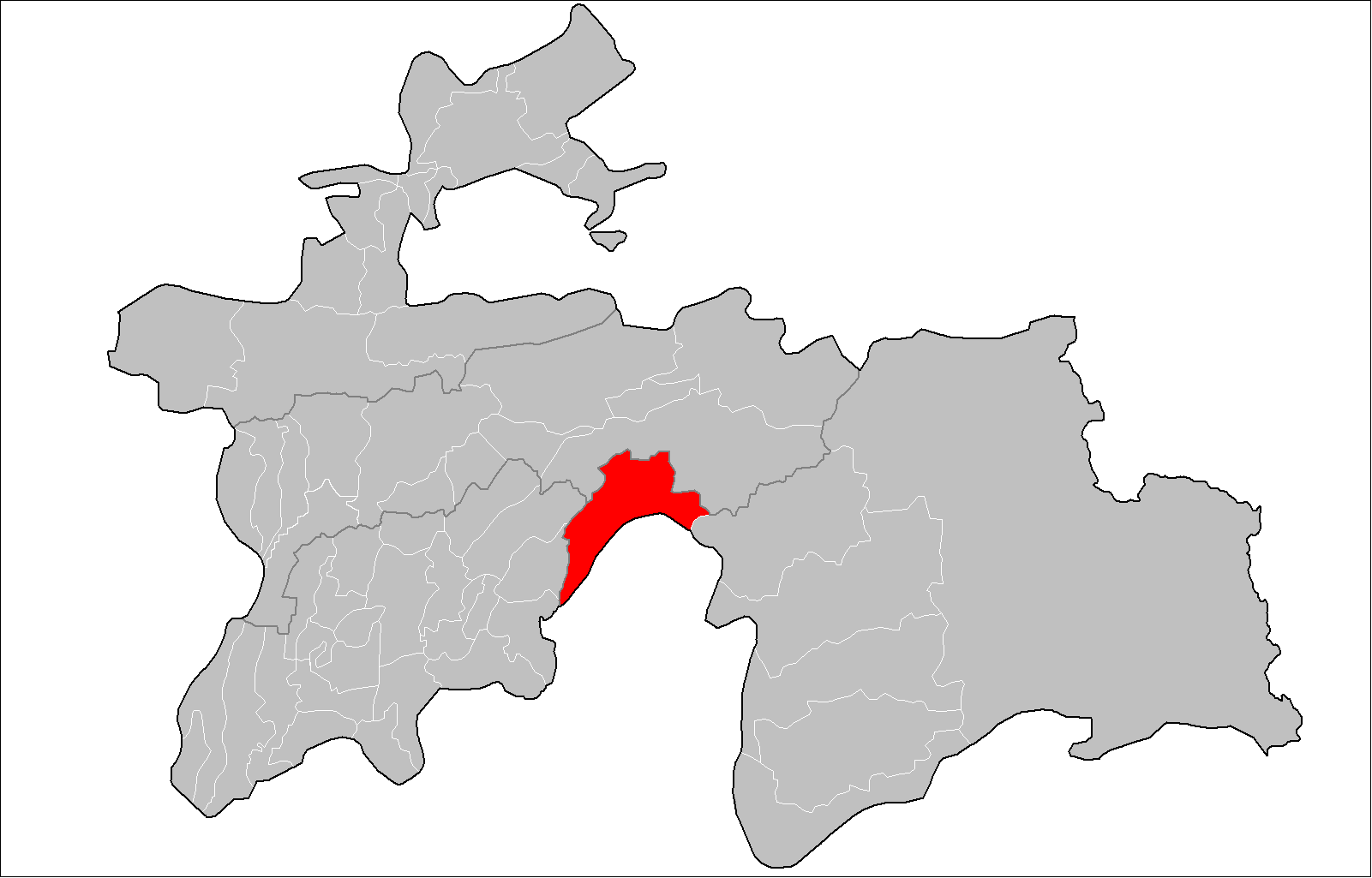
Tádžický Darváz

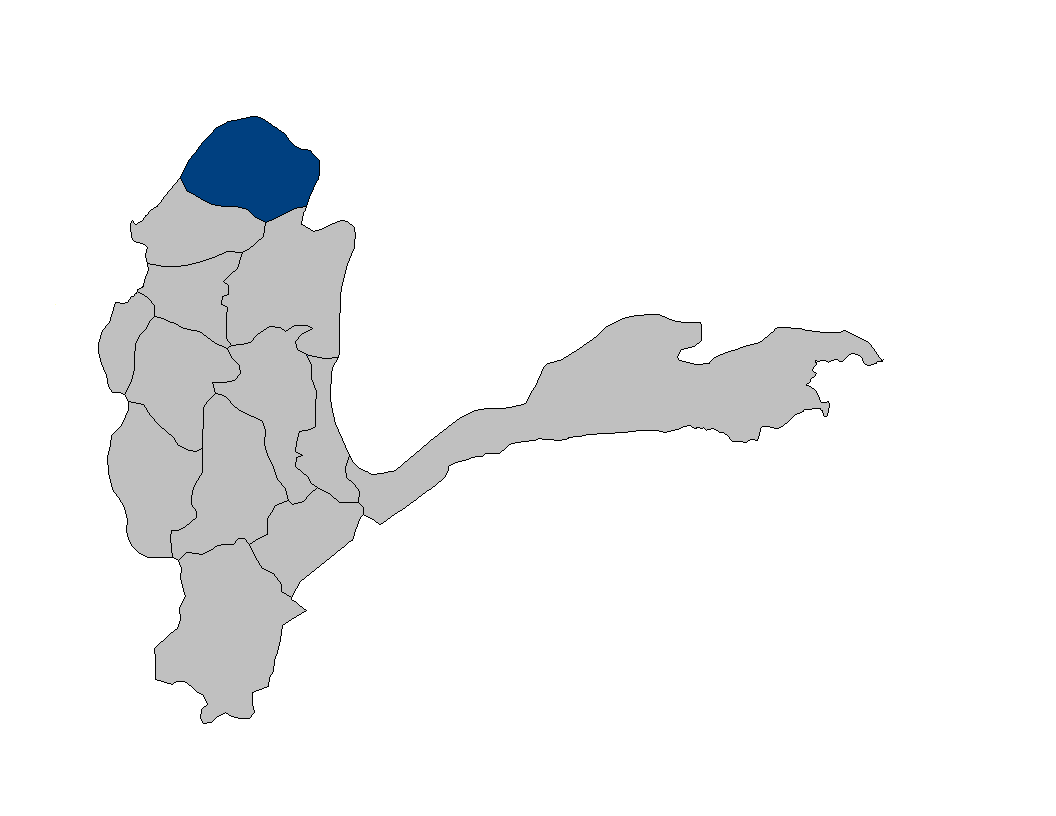
Afghánský Darváz

Darváz (tádžicky Дарвоз, persky درواز) je historická oblast a bývalá správní jednotka, rozkládající se na obou březích řeky Pjandž. Hlavním městem byl Kalai-Kumb. Dnes je rozdělena mezi Afghánistán (část na levém břehu Pjandže) a Tádžikistán (území na pravém břehu Pjandže). V červenci 2004 byly obě části Darvázu spojeny mostem afghánsko-tádžického přátelství. Na počátku 20. století v Darvázu cestoval Jaroslav J. Malý.